# Ailanthus excelsa
Ailanthus excelsa là một loài thực vật có hoa trong họ Thanh thất. Loài này được Roxb. mô tả khoa học đầu tiên năm 1795.